# Хуан Рейносо
Хуан Рейносо (ісп. Juan Reynoso, нар. 28 грудня 1969, Ліма) — перуанський футболіст, що грав на позиції захисника, зокрема за мексиканський «Крус Асуль», а також національну збірну Перу. По завершенні ігрової кар'єри — тренер.

## Клубна кар'єра

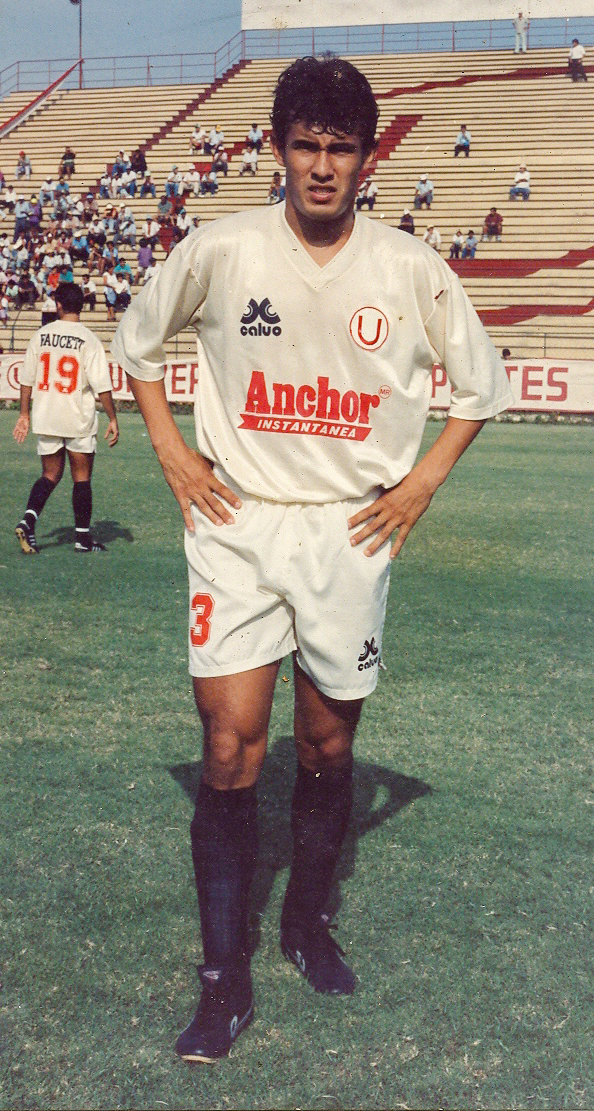
Хуан Рейносо у складі «Універсітаріо де Депортес» (1993)

У дорослому футболі дебютував 1986 року виступами за команду «Альянса Ліма», в якій провів чотири сезони.
1990 року був запрошений до іспанського «Сабаделя», який на той час змагався у Сегунді. Протягом сезону, проведеного в Іспанії, не зумів достатньо проявити себе і взяв участь лише у 14 іграх чемпіонату.
Вже 1991 року повернувся на батьківщину, де спочатку приєднався до «Альянса Ліма», а за рік став гравцем «Універсітаріо де Депортес».
1994 року удруге спробував розвити свою кар'єру за кордоном, уклавши контракт з мексиканським клубом «Крус Асуль». Тут перуанець швидко став ключовою фігурою у захисних побудовах команди і протягом наступних восьми років був гравцем основного складу команди з Мехіко. Двічі поспіль, у 1996 і 1997 роках, виборював у її складі Кубок чемпіонів КОНКАКАФ.
Завершував ігрову кар'єру у складі іншої мексиканської команді «Некакса», за яку виступав протягом 2002—2004 років.

## Виступи за збірну
1986 року дебютував в офіційних матчах у складі національної збірної Перу.
У складі збірної був учасником п'яти розіграшів Копа Америка — 1987 року в Аргентині, 1989 року у Бразилії, 1993 року в Еквадорі, 1995 року в Уругваї та 1999 року у Парагваї. Також брав участь у розіграші Золотого кубка КОНКАКАФ 2000 року у США, куди перуанців запросили як гостьову команду.
Загалом протягом кар'єри в національній команді, яка тривала 15 років, провів у її формі 84 матчі, забивши 5 голів.

## Кар'єра тренера
Розпочав тренерську кар'єру невдовзі по завершенні кар'єри гравця, 2007 року, очоливши тренерський штаб клубу «Коронель Болоньесі». Привів команду до перемоги у Клаусурі 2007 року.
Згодом у 2009—2011 роках продовжував працювати на батьківщині, тренуючи команди «Універсітаріо де Депортес», «Хуан Ауріч» та «Спортінг Крістал», після чого протягом 2012–2014 років працював у системі мексиканського «Крус Асуль» спочатку як помічник головного тренера основної команди, а згодом як тренер команди фарм-клубу «Крус Асуль Ідальго».
У другій половині 2010-х встиг потренувати перуанські команди «Мельгар» та «Куско», а також попрацювати на різних посадах у клубній структурі мексиканської «Пуебли».
2021 року повернувся до мексиканського ж «Крус Асуль», цього разу як головний тренер основної команди. Того ж року привів її до перемоги у турнірі Гардіанес мексиканської першості.
У серпні 2022 року змінив Рікардо Гареку на посаді головного тренера національної збірної Перу. Під його керівництвом команда за рік невдало розпочала відбірковий турнір на ЧС-2026, здобувши лише дві нічиї у шести іграх. Через такий старт збірна Перу у листопаді 2023 року опинилася на останньому, десятому місці відбору, і її очільника було звільнено.

### Матчі на чолі збірної Перу
| Дата       | Місто                 | Господарі      | Результат | Гості     | Турнір            | Голи                                                               | Примітки         |
| ---------- | --------------------- | -------------- | --------- | --------- | ----------------- | ------------------------------------------------------------------ | ---------------- |
| 25-9-2022  | Пасадіна (Каліфорнія) | Перу           | 0 – 1     | Мексика   | товариський матч  | -                                                                  | Кап: П. Гальєсе  |
| 27-9-2022  | Вашингтон             | Сальвадор      | 1 – 4     | Перу      | товариський матч  | автогол Джанлука Лападула (пен.) Браян Рейна Крістіан Куева (пен.) | Кап: К. Самбрано |
| 16-11-2022 | Ліма                  | Перу           | 1 – 0     | Парагвай  | товариський матч  | Алекс Валера                                                       | Кап: П. Гальєсе  |
| 19-11-2022 | Арекіпа               | Перу           | 1 – 0     | Болівія   | товариський матч  | Луїс Іберіко                                                       | Кап: К. Куева    |
| 25-3-2023  | Майнц                 | Німеччина      | 2 – 0     | Перу      | товариський матч  | -                                                                  | Кап: П. Гальєсе  |
| 28-3-2023  | Мадрид                | Марокко        | 0 – 0     | Перу      | товариський матч  | -                                                                  | Кап: П. Гальєсе  |
| 16-6-2023  | Пусан                 | Південна Корея | 0 – 1     | Перу      | товариський матч  | Браян Рейна                                                        | Кап: П. Герреро  |
| 20-6-2023  | Суйта                 | Японія         | 4 – 1     | Перу      | товариський матч  | Крістофер Гонсалес                                                 | Кап: П. Герреро  |
| 7-9-2023   | Сьюдад-дель-Есте      | Парагвай       | 0 – 0     | Перу      | Відбір до ЧС 2026 |                                                                    | Кап: П. Герреро  |
| 12-9-2023  | Ліма                  | Перу           | 0 – 1     | Бразилія  | Відбір до ЧС 2026 |                                                                    | Кап: П. Герреро  |
| 12-10-2023 | Сантьяго              | Чилі           | 2 – 0     | Перу      | Відбір до ЧС 2026 |                                                                    | Кап: П. Герреро  |
| 17-10-2023 | Ліма                  | Перу           | 0 – 2     | Аргентина | Відбір до ЧС 2026 |                                                                    | Кап: П. Герреро  |
| 16-11-2023 | Ла-Пас                | Болівія        | 2 – 0     | Перу      | Відбір до ЧС 2026 |                                                                    | Кап: П. Гальєсе  |
| 22-11-2023 | Ліма                  | Перу           | 1 – 1     | Венесуела | Відбір до ЧС 2026 | Йосімар Йотун                                                      | Кап: П. Гальєсе  |
| Усього     |                       | Матчів         | 14        |           | Голів             | 9                                                                  |                  |

## Титули і досягнення

### Як гравця
- Чемпіон Перу (1):

«Універсітаріо де Депортес»: 1993
- Чемпіон Мексики (1):

«Крус Асуль»: Інв'єрно 1997
- Володар Кубка Мексики (1):

«Крус Асуль»: 1997
- Володар Кубка чемпіонів КОНКАКАФ (2):

«Крус Асуль»: 1996, 1997

### Як тренера
- Чемпіон Перу (3):

«Коронель Болоньесі»: Клаусура 2007
«Універсітаріо де Депортес»: Насіонале 2009
«Мельгар»: Насіонале 2015
- Чемпіон Мексики (1):

«Крус Асуль»: Гардіанес 2021